# Poison Prince
«Poison Prince» es el primer sencillo de la cantante y compositora escocesa Amy Macdonald de su álbum debut, This Is the Life, y se enlistó en el número 136 en UK Singles Chart en el 2007. Su lanzamiento limitado inicial fue el 7 de mayo de 2007, y fue más tarde relanzado el 19 de mayo de 2008. La letra fue basado en la vida de Babyshambles y de Pete Doherty de The Libertines, y fue escrita como una oda al músico con problemas.

## Lanzamiento limitado
"Poison Prince" fue ofrecido inicialmente como una versión limitada sólo en línea, y fue incluida como la tercera canción de su álbum debut This Is the Life, lanzado el 7 de mayo de 2007. El vídeo musical aparece Amy en un club y caminando en varias localidades en Glasgow.

## Relanzamiento
El 19 de mayo de 2008, un año y doce días después del lanzamiento limitado fue lanzado, un nuevo vídeo musical para la canción "Poison Prince" fue lanzado. El vídeo fue filmado en su show reciente de Rock Against Racism en Troon, South Ayrshire, Escocia.

## Lista de canciones
Sencillo en CD
1. «Poison Prince» – 3:28
2. «Rock Bottom» – 3:44

Descarga digital
1. «Poison Prince» – 3:28
2. «Footballer's Wife» – 5:06
3. «Rock Bottom» – 3:44

CD sencillo (2009, Alemania)
1. «Poison Prince» – 3:28
2. Multimedia: «Poison Prince» (segundo video)

## Posicionamiento
| Lista (2008)                             | Posición máxima |
| ---------------------------------------- | --------------- |
| Re-lanzamiento                           |                 |
| Reino Unido (Compañía Oficial de Listas) | 148             |